# Taeniacanthodes haakeri
Taeniacanthodes haakeri är en kräftdjursart som beskrevs av Ho 1972. Taeniacanthodes haakeri ingår i släktet Taeniacanthodes och familjen Taeniacanthidae. Inga underarter finns listade i Catalogue of Life.